# Делюр
Делюр — посёлок при станции в Заларинском районе Иркутской области России. Входит в состав Тыретского муниципального образования.

## География
Находится примерно в 27 км к северо-западу от районного центра на одноименной станции, относящейся к Восточно-Сибирской железной дороге.

## Топонимика
Название Делюр, вероятно, происходит от бурятского дэлюун — селезёнка, дэлюур — тимпанит. В переносном значении дэлюун означает широкий, просторный.

## История
Станция Делюр была основана в 1927 году.
Однако, согласно переписи населения СССР 1926 года в этом году уже существовал разъезд Делюр, где насчитывалось 9 дворов, 36 жителей (в том числе 15 мужчин и 21 женщина).

## Население
| 2002 | 2010 | 2011 | 2012 |
| ---- | ---- | ---- | ---- |
| 68   | ↘49  | →49  | ↘39  |

По данным Всероссийской переписи, в 2010 году в посёлке при станции проживало 49 человек (22 мужчины и 27 женщин).